# John Wesley Judd
John Wesley Judd (* 18. Februar 1840 in Portsmouth; † 3. März 1916 in Kew) war ein britischer Geologe, Petrologe, Mineraloge und Vulkanologe. Er entwickelte ein System zur Unterteilung von magmatischen Gesteinen und führte die Kategorien der ultrabasischen und intermediären Magmatite ein.

## Leben
Judd wurde in Portsmouth geboren und zog mit seinem Vater im Alter von acht Jahren nach London. Seine Universitätsausbildung erhielt Judd ab 1863 an der Royal School of Mines des Imperial College London. Er wandte sich zunächst der Petrologie zu und arbeitete als Laborant in der Eisen- und Stahlindustrie. Nach einem Arbeitsunfall, der ihm ununterbrochene Arbeit unmöglich machte, war er als Petrologe und Feldgeologe für den British Geological Survey tätig. An seiner Alma Mater, der Royal School of Mines, war er von 1876 bis 1895 Professor der Geologie. 1877 wurde er zum Fellow of the Royal Society gewählt, und zwischen 1886 und 1888 war er Präsident der Geological Society of London. Unter seinen Schülern waren der Geologe, Polarforscher und Landvermesser Edgeworth David und der Paläontologe Frederick Chapman.
1891 wurde ihm die Wollaston-Medaille der Geological Society verliehen. Einer der Begründer der geologischen Erforschung Indiens, Lewis Leigh Fermor, benannte 1908 ihm zu Ehren den Juddit, eine in Indien gefundene, hellrote und manganreiche Varietät des Minerals Arfvedsonit.

## Werke
- 1875: The Geology of Rutland, and the parts of Lincoln, Leicester, Northampton, Huntingdon and Cambridge
- 1881: Volcanoes, what they are, and what they teach
- 1910: The Coming of Evolution. The story of a great revolution in science

Außerdem verfasste Judd Einführungstexte für Charles Darwins On the structure and distribution of Coral Reefs, das 1890 veröffentlicht wurde, und war Herausgeber von Charles Lyells A manual of elementary geology, das 1896 bei J. Murray in London erschien.